# Edmond Jitangar

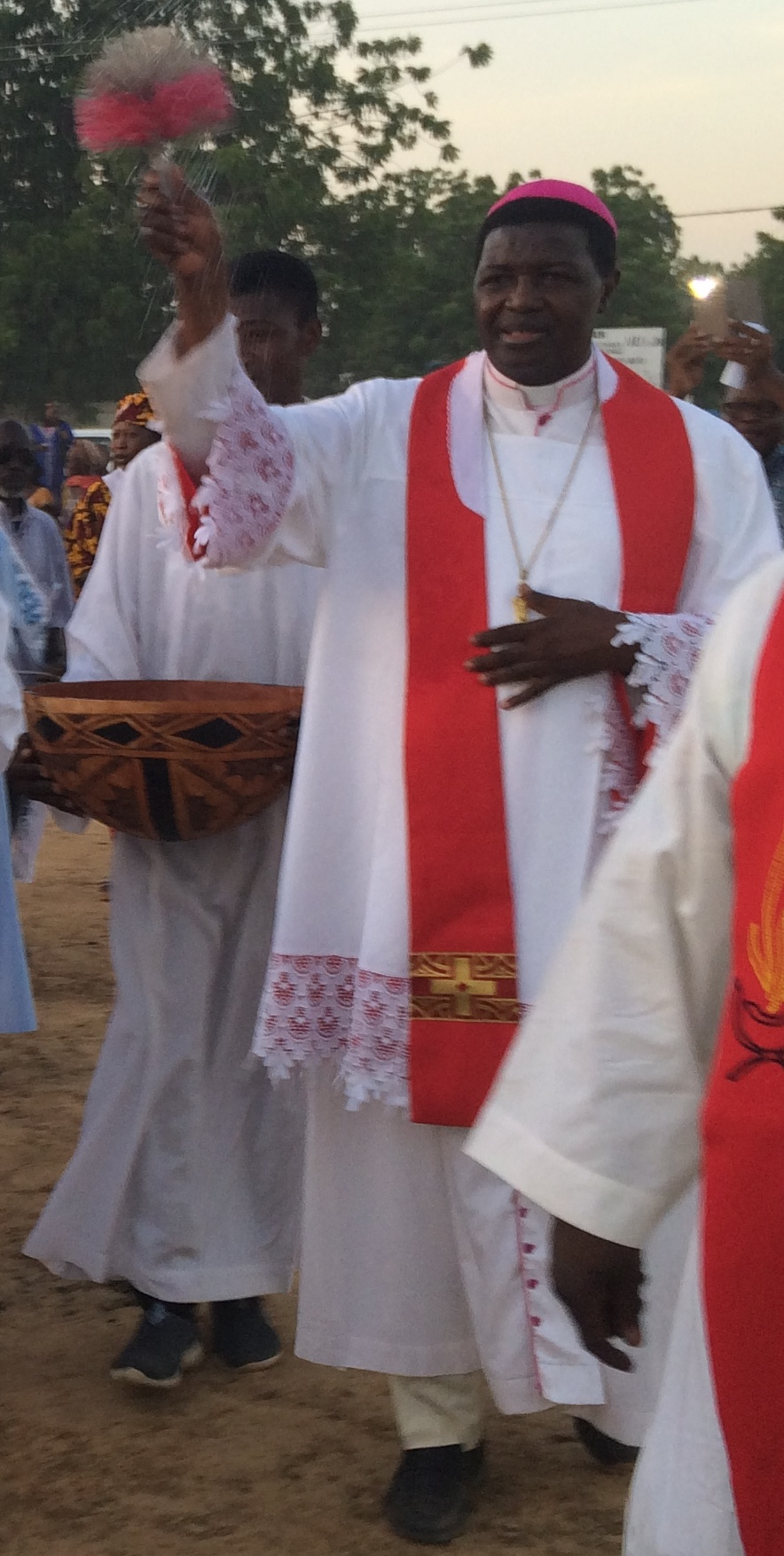
Edmond Jitangar, 2017

Edmond Jitangar (* 2. November 1952 in Bekoro, Tschad) ist ein tschadischer Geistlicher und römisch-katholischer Erzbischof von N’Djaména.

## Leben
Edmond Jitangar empfing am 30. Dezember 1978 das Sakrament der Priesterweihe für das Bistum Sarh.
Am 11. Oktober 1991 ernannte ihn Papst Johannes Paul II. zum Bischof von Sarh. Der Kardinalpräfekt der Kongregation für die Evangelisierung der Völker, Jozef Tomko, spendete ihm am 2. Februar 1992 die Bischofsweihe; Mitkonsekratoren waren der Bischof von Moundou, Matthias N’Gartéri Mayadi, und der emeritierte Bischof von Sarh, Henri Véniat SJ.
Papst Franziskus ernannte ihn am 20. August 2016 zum Erzbischof von N’Djaména.